# Rétention de la frégate Libertad au Ghana
La rétention de la frégate Libertad au Ghana est un évènement survenu le 2 octobre 2012, à l'occasion duquel le Libertad, un navire-école appartenant à la marine argentine, fut retenu pendant plus de deux mois dans le port de Tema, au Ghana, dans le cadre d'une procédure judiciaire initiée par des fonds dits vautours contre l'État argentin. Le recours judiciaire ayant entraîné la rétention du navire avait été présenté au préalable devant les tribunaux ghanéens par le fonds NML Capital Group, filiale d'Elliott Management basée aux Îles Caïmans, afin d'obtenir le paiement de la dette souveraine sur laquelle l'Argentine avait fait défaut en 2001.
La rétention du navire a entraîné des réactions vives en Argentine, le ministère des Affaires étrangères allant jusqu'à qualifier cette action en justice de "perfide attaque des fonds vautours contre l'Argentine". Le ministre des Affaires étrangères argentin, Héctor Timerman, a affirmé par la suite que des navires de guerre ne pouvaient être saisis, conformément au droit maritime international.
Malgré la pression exercée par les fonds vautours devant les tribunaux ghanéens, et face au déclenchement d'une polémique médiatique autour de l'affaire, le ministre argentin de l'Économie, Hernán Lorenzino, a affirmé que l'Argentine continuerait à rembourser ses dette aux 93% des détenteurs d'obligations qui avaient accepté en 2005 et 2010 la restructuration de sa dette souveraine, et qu'elle maintiendrait sa politique de non-paiement des fonds vautours qui souhaitaient obtenir le paiement intégral de la dette en défaut,.
Finalement, en vertu de l'article 32 de la Convention des Nations Unies sur le droit de la mer, il fut jugé par le Tribunal international du droit de la mer que "la République du Ghana, en retenant le Libertad, un navire de guerre, puis en ne lui permettant pas de se ravitailler et en prenant diverses mesures judiciaires à son encontre, a violé son engagement international de respecter les diverses immunités dont bénéficie ce navire". En effet, le Ghana avait en particulier empêché le Libertad et son équipage d'exercer leur droit à quitter ses eaux territoriales, et avait ainsi porté atteinte à leur liberté de navigation. Le Tribunal international du droit de la mer reconnut donc la responsabilité du Ghana, le condamna à verser des dommages et intérêts et à faire saluer le drapeau argentin, et fit suspendre toutes les mesures de rétention visant le Libertad.

## Prélude

### Crise économique argentine
À la suite de la crise économique asiatique de 1997, qui s'étend à l'ensemble des pays émergents dans les années suivantes, l'Argentine se trouve plongée dans une grave récession. En décembre 2001, ne pouvant plus faire face aux échéances de sa dette souveraine, libellée pour partie en dollars, elle déclare son insolvabilité et se place en défaut de paiement. Le montant nominal de ses dettes s'élève alors à 100 milliards de dollars.

### Rachat de la dette souveraine argentine par des fonds spéculatifs

Logotype du fonds Elliott Management.

Entre 2005 et 2010, l'Argentine parvient à négocier l'effacement des deux tiers de sa dette souveraine, alors que son économie connaît une forte croissance. Cependant, la restructuration n'est pas acceptée par tous les porteurs d'obligations argentines. Le plan négocié par l'Argentine avec ses créanciers est notamment refusé par plusieurs hedge funds américains, dont Davidson Kempner Capital Management, Bracebridge Capital, Aurelius Capital Management et Elliott Management. 
Ce dernier fonds, dirigé par le milliardaire Paul Singer, cherche à obtenir un paiement intégral de la dette souveraine, comme il l'a déjà réussi quelques années auparavant au Pérou, en Zambie et en République démocratique du Congo. Une de ses filiales, NML capital, détient ainsi un peu plus d'un milliard de dollars de dette argentine. Devant les tribunaux américains et britanniques, NML Capital obtient plusieurs décisions de justice favorables, dont une en particulier mettant la somme d'1,3 milliard de dollars à la charge de l'Argentine,. Mais Buenos Aires refusant de payer, Elliott Management cherche à obtenir paiement en faisant main basse sur des actifs argentins situés en dehors du territoire national, mais se heurte au principe d'immunité diplomatique, reconnu par le droit international.

### Planification de la saisie duLibertad
Parmi les options envisagées par Elliott Management pour obtenir paiement se trouvent notamment la saisie de l'avion présidentiel argentin, celle des dettes de sociétés françaises (dont Total, BNP Paribas et Air France) vis-à-vis de l'Argentine, ou encore celle de navires appartenant à l'État argentin. C'est finalement cette dernière option qui est retenue, et NML Capital, filiale d'Elliott Management, commence à traquer les mouvements du Libertad via Internet et satellite. 

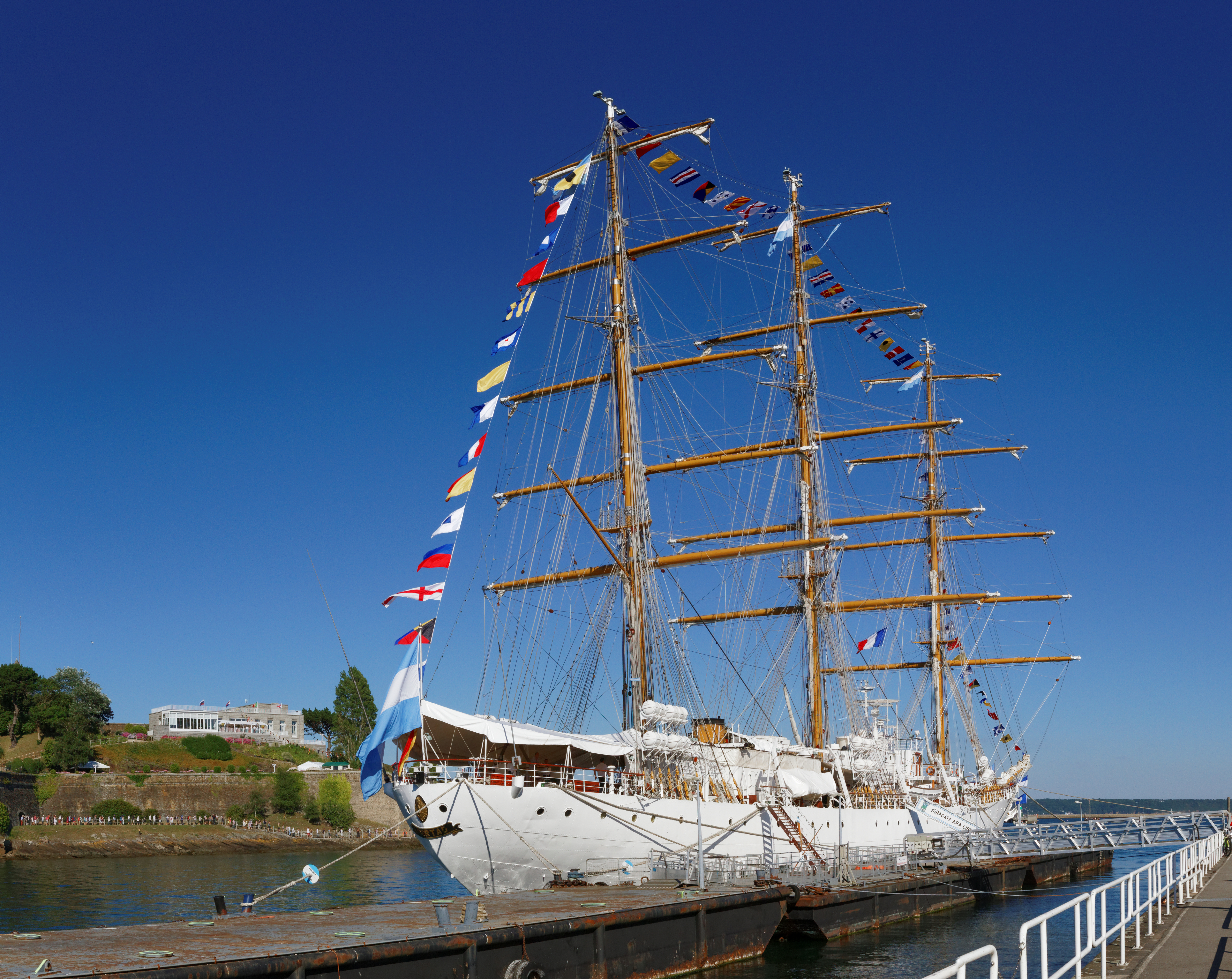
Le Libertad à Brest en 2016, quatre ans après l'épisode ghanéen.

Le Libertad est un trois-mâts de 100 mètres de long lancé en 1956,, qui fait partie de la liste des plus grands voiliers au monde. Il a été plusieurs fois vainqueur du Boston Teapot Trophy et est essentiellement utilisé, en 2012, pour la formation des cadets. Sa valeur est estimée entre 10 et 15 millions de dollars. 
Le Libertad quitte Buenos Aires le 2 juin 2012 avec plus de 300 marins à son bord, afin d'effectuer son voyage annuel de formation. Son équipage est alors composé de 192 sous-officiers et 69 aspirants argentins, mais aussi de 15 marins chiliens, de 8 marins uruguayens et de 26 officiers d'état-major et 13 invités spéciaux relevant d'autres branches des forces armées d'Argentine ou d'autres pays d'Amérique du Sud. Sur son trajet, il accoste dans des ports du Brésil, du Suriname, du Guyana, du Venezuela, du Portugal, de l'Espagne, du Maroc et du Sénégal. Son escale suivante devait être le Nigeria, mais la crainte d'une interception par des pirates du golfe de Guinée le conduit à s'abriter finalement au Ghana. Il se prépare ensuite à rejoindre une nouvelle destination, l'Angola.

## Mesures de rétention et évacuation partielle du navire
A l'arrivée du Libertad, NML Capital saisit un tribunal ghanéen, afin d'obtenir une injonction de saisir le navire pour rembourser la dette de l'Etat argentin. Cette injonction est accordée, et le tribunal décide d'empêcher le Libertad de se ravitailler jusqu'à ce que l'Argentine accepte de consigner la somme de 20 millions de dollars au Ghana, qui pourrait ensuite être reversée à NML Capital.
Face à la décision du Ghana de retenir le Libertad dans le port de Tema, le gouvernement argentin ordonna l'évacuation du navire le 20 octobre 2012, craignant « l'absence de garanties des droits fondamentaux de ses 326 membres d'équipage ». Un total de 281 membres d'équipage fut donc évacué. Dans le communiqué annonçant l'évacuation, le ministère argentin des Affaires étrangères accusa également la justice du Ghana de violer la souveraineté argentine à la demande d'entités coupables de grand banditisme financier et d'évasion fiscale, avant de décrire la rétention du navire comme « un enlèvement, une tentative d'extorsion et un acte de piraterie » contre l'Argentine.
Afin d'entretenir la frégate, un effectif restreint de 44 marins resta à bord. Cette petite troupe n'hésita pas à recourir aux armes lorsque les autorités portuaires tentèrent de déplacer le navire du poste d'amarrage numéro 11, où il se trouvait, vers un autre emplacement moins fréquenté, après avoir coupé son alimentation en eau et en électricité. À la suite d'une intervention diplomatique, l'alimentation du navire fut finalement rétablie, sans qu'il n'ait été déplacé,.

## Échanges diplomatiques et débat politique en Argentine

### Recours devant la justice ghanéenne
Ayant pris connaissance de la situation de la frégate, le gouvernement argentin entama des démarches pour obtenir la libération du navire et son retour ultérieur dans le pays. Le 9 octobre 2012, l'Argentine demanda d'abord au tribunal de commerce du Ghana la libération immédiate de la frégate. Elle soutint que les navires de guerre ne pouvaient pas être soumis à des embargos, et que le Libertad bénéficiait de l'immunité diplomatique dont jouit tout navire-école, conformément à la Convention de Vienne. Cependant, 2 jours plus tard, ce tribunal rejeta la demande de l'Argentine, jugeant qu'il n'y avait pas de « motifs suffisants avancés par le demandeur pour annuler la décision critiquée ».
Ayant été débouté de ses demandes, le ministère argentin des Affaires étrangères publia un communiqué dans lequel il affirmait sa volonté « d'épuiser toutes les voies de recours au Ghana et devant les tribunaux internationaux pour défendre sa souveraineté, contre les fonds vautours et ceux qui tentent d'imposer un système mondial de domination des peuples par la spéculation financière »,.

### Hésitations en Argentine sur la marche à suivre
L'amiral en chef de la marine argentine démissionne en raison du scandale.
Devant la détermination du gouvernement argentin de ne pas céder à la pression des fonds vautours, certains dirigeants de l'opposition avaient présenté des propositions alternatives. En particulier, le député Alberto Asseff avait présenté au Parlement un projet de loi visant à créer un "fonds patriotique" de 20 millions de dollars, afin de lever l'embargo imposé par les fonds vautours. Cet argent aurait été récolté à l'aide de dons. Cette proposition ne fut cependant pas accueillie favorablement à la chambre des députés,.
Pour sa part, l'ancien sénateur de l'Union civique radicale, José María García Arecha, a présenté un projet de création d'un compte ouvert dans une banque d'État afin que les citoyens de tout le pays puissent coopérer et rassembler ainsi le montant nécessaire à payer la justice ghanéenne et à lever l'embargo. Cette proposition, également soutenue par des partis comme la Proposition républicaine, n'a pas pu être réalisée non plus, les avocats consultés ayant indiqué que l'initiative pourrait nuire aux négociations du gouvernement,. Le dirigeant de ce parti, Mauricio Macri, devenu ensuite président de l'Argentine, insista, même après le retour de la frégate au pays, pour payer les fonds vautours.

### Intervention de l'ONU
Face à l'opposition des autorités ghanéennes, l'Argentine sollicita les Nations unies, l'affaire ayant directement trait au principe d'immunité des États et de leurs bâtiments militaires. Héctor Timerman, ministre argentin, se rendit donc à New York, où il rencontra le secrétaire général de l'ONU d'alors, Ban Ki-moon. Après avoir évalué les mérites de l'argumentaire argentin, l'Organisation maritime internationale, organisme dépendant de l'ONU, décida le 28 novembre 2012 que la frégate Libertad était un navire de guerre et que, par conséquent, elle bénéficiait de l'immunité et ne pouvait être saisie. La preuve du caractère militaire du navire fut rapportée par l'ambassadrice d'Argentine au Royaume-Uni, Alicia Castro, qui démontra que le Libertad ne disposait pas d'un numéro d'immatriculation conforme aux prescriptions en vigueur pour les navires engagés dans des activités commerciales.

Logotype du Tribunal international du droit de la mer.

Finalement, le 15 décembre 2012, le Tribunal international du droit de la mer ordonna au Ghana, par une décision unanime, de libérer immédiatement le Libertad. Le tribunal précisa que « le Ghana doit relâcher la frégate sans condition aucune, en s'assurant que le navire, son capitaine et l'équipage peuvent quitter le port de Tema, et en leur fournissant les provisions nécessaires ». Il ajouta également que ce navire de guerre était une « expression de la souveraineté de l'Argentine » et que la rétention du navire constituait une violation de l'immunité diplomatique consacrée par le droit international. Le Tribunal international du droit de la mer fixa la date limite d'exécution de sa décision au 22 décembre 2012, soit une semaine plus tard.

## Libération du navire et retour en Argentine
Le 18 décembre 2012, le ministre ghanéen des Affaires étrangères annonça que le Ghana exécuterait la décision du Tribunal international du droit de la mer et relâcherait le Libertad. 98 membres d'équipage retournés à Buenos Aires dans l'intervalle revinrent sur le navire, qui quitta le port de Tema le 19 décembre 2012, pour arriver à Mar del Plata, en Argentine, le 9 janvier 2013,,. Le départ s'est fait sans heurts, selon Jacob Kwabla Adokor, directeur du port de Tema.
L'ambassadrice Susana Ruiz Cerutti, à l'origine de la stratégie judiciaire de l'Argentine, et le ministre de la Justice du Ghana, Marietta Brew Appiah-Oponq, conclurent un accord pour mettre fin aux litiges en cours. La Cour suprême du Ghana jugea que la juridiction de premier degré avait excédé sa compétence en acceptant d'examiner une affaire pouvant conduire à la saisie d'un navire militaire argentin. Elle estima également la rétention du Libertad illégale, et susceptible de menacer la sécurité du Ghana et d'entraîner le pays dans un conflit militaire.
Le Libertad arriva effectivement à Mar del Plata le 9 janvier 2013. Son retour fut célébré en fanfare, avec une cérémonie à laquelle participa Cristina Fernández de Kirchner. Elle donna un discours dans lequel elle affirma que ce navire symbolisait « la défense des droits souverains de l'Argentine et son honneur en tant que nation » avant de reprendre à son compte le proverbe argentin patria si, colonia no.
Aucun représentant de l'opposition argentine n'était en revanche présent à la cérémonie, malgré le fait que des invitations leur avaient été adressées. Le chef d'état-major argentin déclara à leur propos : « lorsque la frégate a été saisie, ils criaient de céder aux fonds vautours, et lorsqu'aujourd'hui elle revient en Argentine, sans que nous n'ayons rien cédé sur notre souveraineté, ils tournent le dos non seulement au gouvernement, mais aussi au peuple argentin »,. Ricardo Alfonsín, opposant de l'Union civique radicale, déclara que « Tous les Argentins célèbrent le retour de la frégate Libertad. Mais en tant que citoyen, je suis aussi attristé par l'usage que fait le gouvernement de ces évènements ».

## Conséquences
L'Argentine parvint à utiliser avec habileté les éléments de droit international qui penchaient en sa faveur. Au cours des efforts pour obtenir la libération du Libertad, le ministre argentin des Affaires étrangères Héctor Timerman déclara ainsi que le Ghana serait tenu « responsable aux yeux du droit international » de cet embargo illégal et qu'il serait contraint de « dédommager l'Argentine pour le préjudice causé à ses symboles nationaux ». Timerman choisit dès le départ que le processus se déroulerait devant le Tribunal international du droit de la mer, pour traiter la question de fond, à savoir la responsabilité internationale du Ghana pour l'embargo illégal de la frégate.
Rappelant à l'opposition ses compromissions lors de la crise diplomatique, la présidente argentine, dans son discours à l'arrivée de la frégate, déclara qu'« il y avait là-bas des cris de vautours, et ici des cris de caracaras, mais nous n'en avons écouté aucun »,.
La Cour suprême du Ghana condamna Elliot (maison mère du groupe NML Capital) à verser environ 8 millions de dollars à la direction du port de Tema, pour couvrir les frais de la rétention du Libertad. Si Elliott Management a dû lâcher prise avec le Libertad, il obtient finalement le remboursement de 75% de la valeur nominale des obligations argentines, dégageant ainsi un rendement de 1 600% sur son investissement initial.